# New Orleans Saints 1991
La stagione 1991 dei New Orleans Saints è stata la 25ª della franchigia nella National Football League. Guidata dalla sua difesa, la squadra vinse la propria division con un record di 11-5, qualificandosi per i playoff per il secondo anno consecutivo.

## Scelte nel Draft 1991
| Scelte dei Saints nel Draft 1990 |        |                 |               |                     |
| Giro                             | Scelta | Giocatore       | Ruolo         | College             |
| 2                                | 42     | Wesley Carroll  | Wide receiver | Miami (FL)          |
| 5                                | 126    | Reggie Jones    | Cornerback    | Memphis             |
| 6                                | 154    | Fred McAfee     | Running back  | Mississippi College |
| 7                                | 182    | Hayward Haynes  | Guard         | Florida State       |
| 8                                | 210    | Frank Wainright | Tight end     | Northern Colorado   |
| 9                                | 237    | Anthony Wallace | Running back  | California          |
| 11                               | 293    | Scott Ross      | Linebacker    | USC                 |
| 12                               | 321    | Mark Drabczak   | Guard         | Minnesota           |

## Roster
| Roster dei New Orleans Saints nel 1990 |
| --- |
| Quarterback - 16 Mike Buck - 3 Bobby Hebert - 4 Steve Walsh Running Back - 22 Gill Fenerty - 34 Craig Heyward FB - 21 Dalton Hilliard - 36 Stanford Jennings - 23 Buford Jordan FB - 25 Fred McAfee - 35 Bobby Morse - 30 Cedric Smith FB Wide Receiver - 86 Gerald Alphin - 80 Wesley Carroll - 89 Quinn Early - 84 Eric Martin - 86 Pat Newman - 88 Floyd Turner Tight End - 85 Hoby Brenner - 83 Greg Scales - 82 John Tice - 87 Frank Wainright Offensive Linemen - 67 Stan Brock T - 71 Richard Cooper T - 72 Jim Dombrowski G - 74 Kevin Haverdink T - 61 Joel Hilgenberg C - 60 Derek Kennard G - 62 Brad Leggett C - 70 Chris Port G - 66 Larry Williams G Defensive Linemen - 91 Robert Goff NT - 93 Wayne Martin DE - 69 Les Miller DE - 97 Renaldo Turnbull DE - 73 Frank Warren DE - 94 Jim Wilks NT Linebacker - 52 Brian Forde LB - 57 Rickey Jackson OLB - 53 Vaughan Johnson ILB - 51 Sam Mills ILB - 55 Scott Ross LB - 99 Joel Smeenge OLB - 56 Pat Swilling OLB - 90 James Williams ILB Defensive Back - 28 Gene Atkins FS - 26 Vince Buck CB - 41 Toi Cook CB - 29 Vencie Glenn FS - 27 Reggie Jones CB - 32 Mark Lee CB - 24 Milton Mack CB - 39 Brett Maxie SS - 38 Calvin Nicholson CB - 45 Stan Petry CB - 37 Bennie Thompson SS Special Team - 7 Morten Andersen K - 6 Tommy Barnhardt P |
| Legenda - I rookie sono in corsivo. - Il primo ruolo è il principale mentre gli eventuali successivi indicano i ruoli secondari. - (IR) sta per Injured Reserve ed indica la lista ristretta per un solo giocatore infortunato che può tornare ad allenarsi dopo la settimana 6 e a rientrare in prima squadra dopo che questa ha giocato 8 partite. - (NF-Inj.) / (NF-Ill.) stanno rispettivamente per Non-Football Injured e Non-Football Illness ed indicano le liste dove viene inserito un giocatore che ha un infortunio o una malattia non dipendente dal football americano. - (PUP) sta per Physically Unable to Perform ed indica la lista dove viene inserito un giocatore mentre è in attesa di recuperare la condizione fisica. Nella stagione regolare dopo la sesta partita giocata dalla propria squadra, il giocatore ha tempo tre settimane per riprendere ad allenarsi, più tre settimane aggiuntive dal suo rientro agli allenamenti per rientrare in prima squadra. |

## Calendario
| Stagione regolare |                        |                    |                    |
| Turno             | Avversario             | Risultato          | Record             |
| 1                 | Seattle Seahawks       | V 27–24            | 1–0                |
| 2                 | at Kansas City Chiefs  | V 17–10            | 2–0                |
| 3                 | Los Angeles Rams       | V 24–7             | 3–0                |
| 4                 | Minnesota Vikings      | V 26–0             | 4–0                |
| 5                 | at Atlanta Falcons     | V 27–6             | 5–0                |
| 6                 | Settimana di pausa     | Settimana di pausa | Settimana di pausa |
| 7                 | at Philadelphia Eagles | V 13–6             | 6–0                |
| 8                 | Tampa Bay Buccaneers   | V 23–7             | 7–0                |
| 9                 | Chicago Bears          | S 20–17            | 7–1                |
| 10                | at Los Angeles Rams    | V 24–17            | 8–1                |
| 11                | San Francisco 49ers    | V 10–3             | 9–1                |
| 12                | at San Diego Chargers  | S 24–21            | 9–2                |
| 13                | Atlanta Falcons        | S 23–20            | 9–3                |
| 14                | at San Francisco 49ers | S 38–24            | 9–4                |
| 15                | at Dallas Cowboys      | S 23–14            | 9–5                |
| 16                | Los Angeles Raiders    | V 27–0             | 10–5               |
| 17                | at Phoenix Cardinals   | V 27–3             | 11–5               |

### Playoff
| Playoff   |                  |                 |           |
| Turno     | Data             | Avversario      | Risultato |
| Wild card | 28 dicembre 1991 | Atlanta Falcons | S 27–20   |

## Classifiche
| NFC West               |    |    |   |      |     |      |     |     |     |
|                        | V  | S  | P | %    | DIV | CONF | PF  | PS  | STR |
| (3) New Orleans Saints | 11 | 5  | 0 | .688 | 4–2 | 8–4  | 341 | 211 | V2  |
| (6) Atlanta Falcons    | 10 | 6  | 0 | .625 | 5–1 | 7–5  | 361 | 338 | S1  |
| San Francisco 49ers    | 10 | 6  | 0 | .625 | 3–3 | 7–5  | 393 | 239 | V6  |
| Los Angeles Rams       | 3  | 13 | 0 | .188 | 0–6 | 2–10 | 234 | 390 | S10 |

## Premi
- Pat Swilling:

miglior difensore dell'anno della NFL